# Витроль (кантон)
Витро́ль (фр. Vitrolles) — кантон во Франции, находится в регионе Прованс — Альпы — Лазурный Берег, департамент Буш-дю-Рон. Входит в состав округа Истр.
Код INSEE кантона — 1353. В кантон Витроль входит одна коммуна — Витроль.
Население кантона на 2008 год составляло 36 610 человек.